# Versuchsbecken
Ein Versuchsbecken ist ein mit einer Flüssigkeit (oft Wasser) gefülltes Becken, in dem Versuche bzw. Experimente durchgeführt werden. 
In der Aquaristik heißt ein solches Becken Aquarium. 
Es gibt große Becken, in denen gezielt Strömungen und/oder Wellen erzeugt werden können; sie dienen der Erforschung der Strömungsdynamik (= Fluiddynamik). 
In ihnen werden Schiffsmodelle verschiedenen Maßstabs Strömungen ausgesetzt (engl. Ship model basin); man beobachtet bzw. misst ihren Wasserwiderstand.

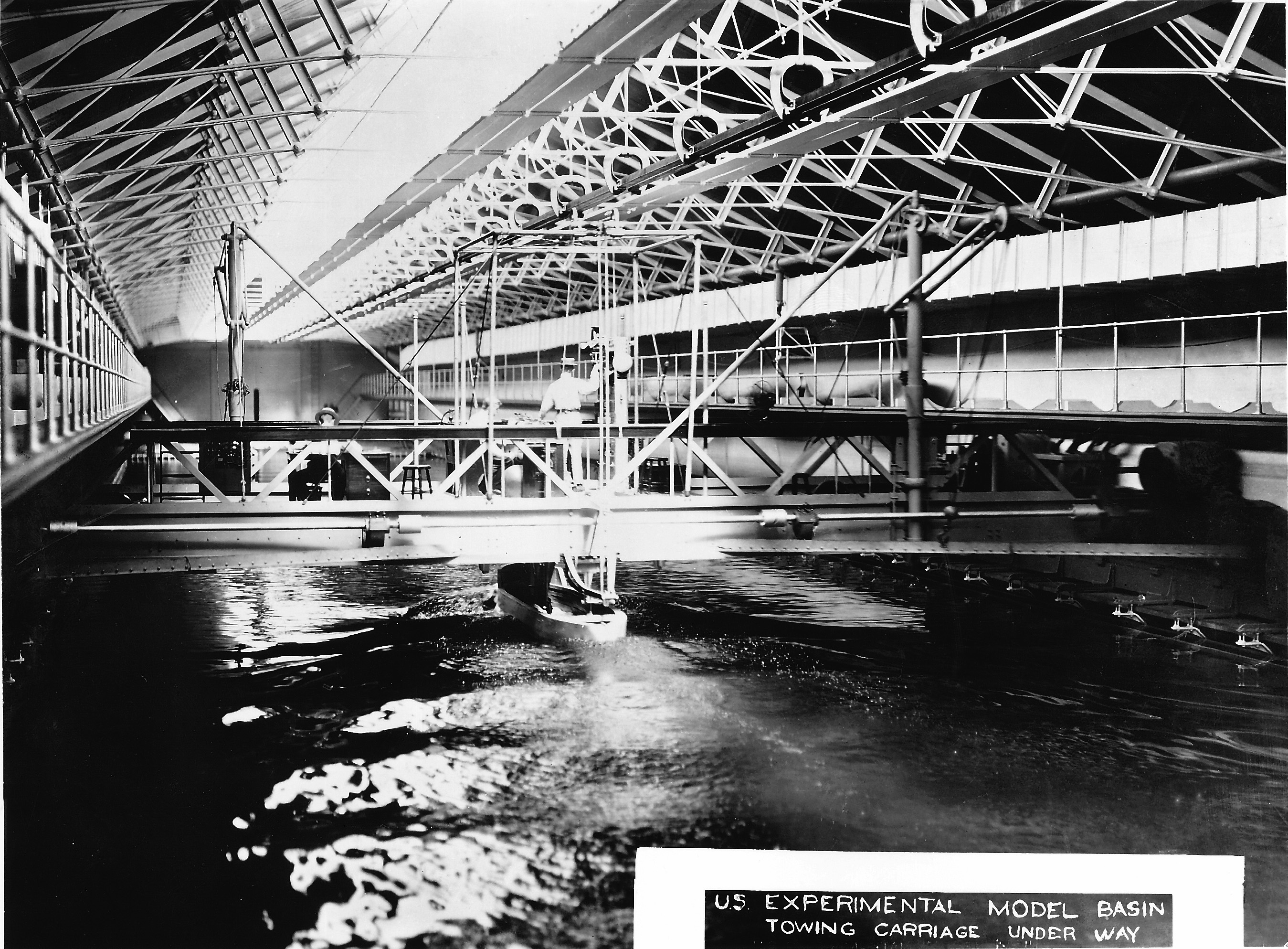
Das erste Versuchsbecken der US Navy (1900)
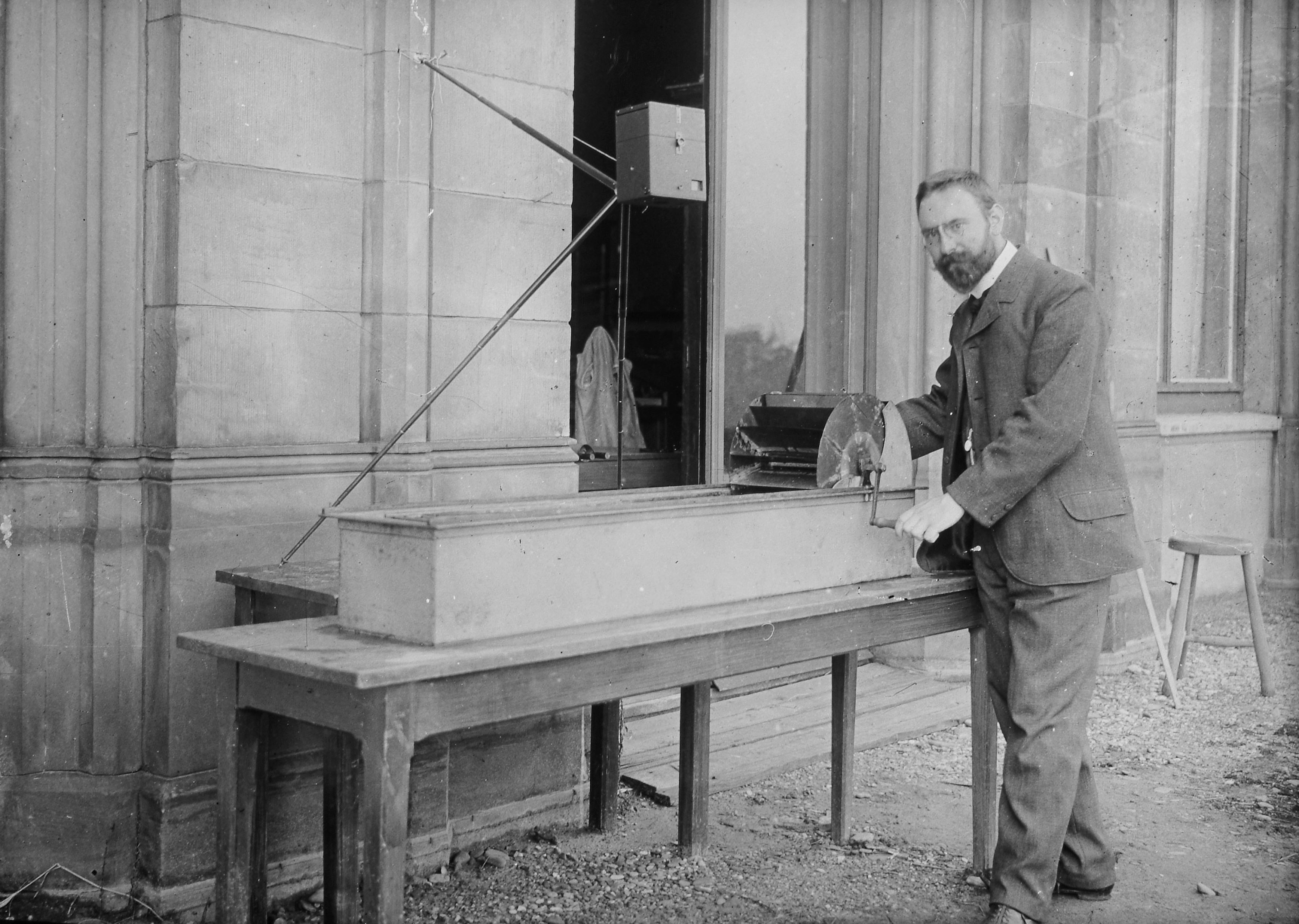
Ludwig Prandtl 1904 mit einem Wasserkanal zur Visualisierung von Strömungsvorgängen.
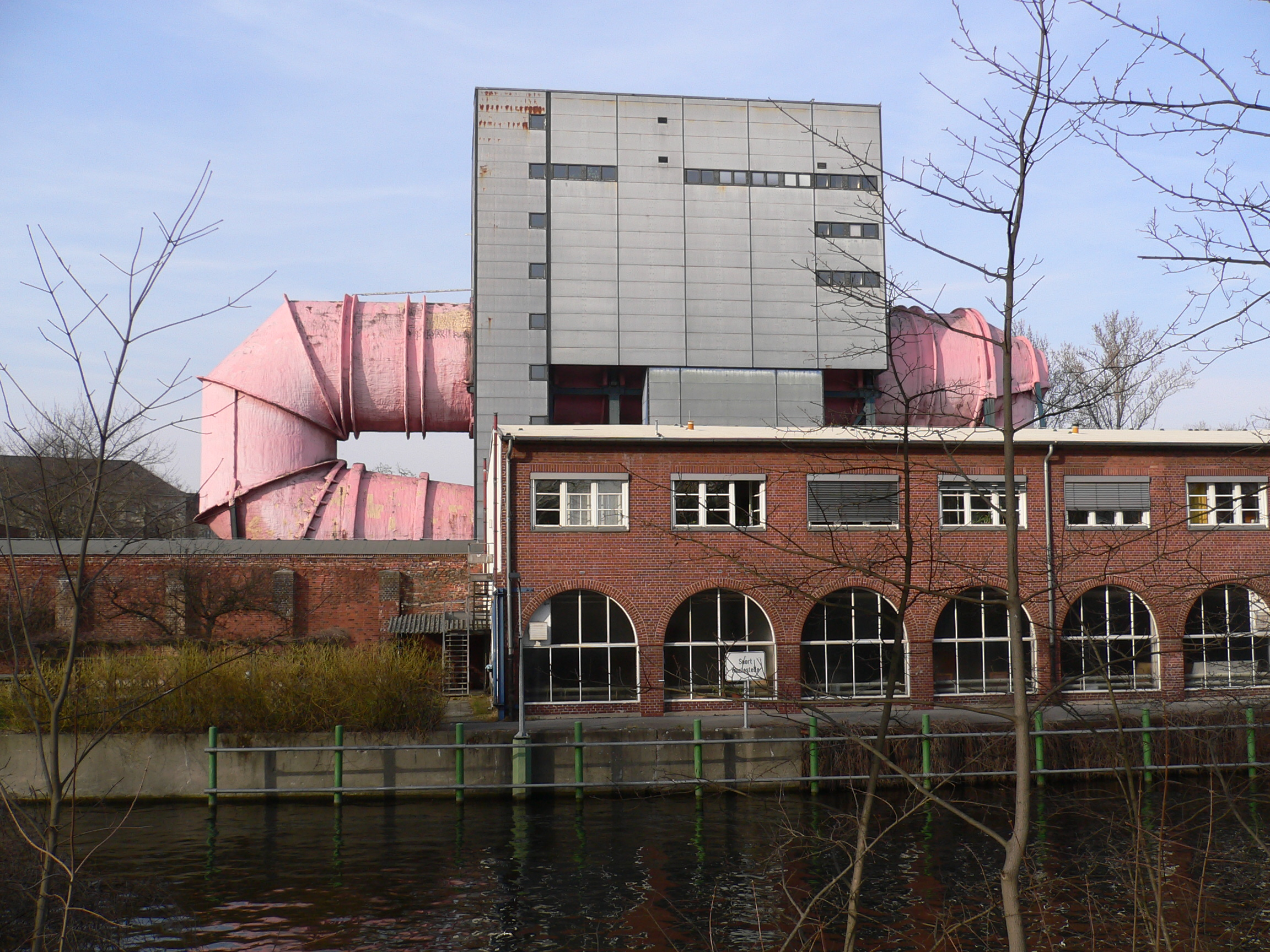
Kavitationstunnel der Versuchsanstalt für Wasserbau und Schiffbau in Berlin
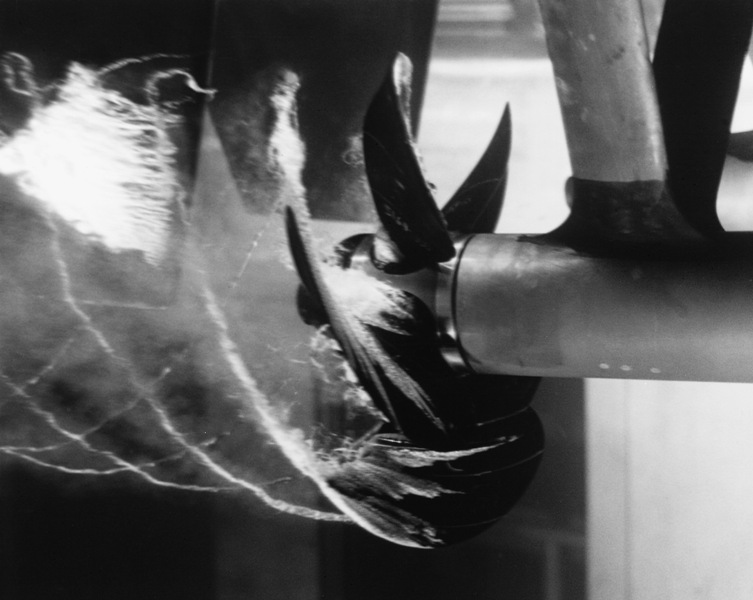
Kavitierender Propeller in einem Experiment im 'David Taylor Model Basin'